# Happy Lucky X'mas
Singles de Yui Sakakibara
Komorebi no Sordino
(2009) Konton on Oratorio
(2010)
Happy Lucky X’mas (stylisé en Happy⇔Lucky X’mas♪) est le 21e single de Yui Sakakibara sorti sous le label LOVE×TRAX Office le 18 décembre 2009 au Japon. Il arrive 180e à l'Oricon, il reste classé 1 semaine pour un total de 341 exemplaires vendus.

## Liste des titres
Toutes les paroles sont écrites par Yui Sakakibara.
| 1. | Happy⇔Lucky X’mas♪                | Yui Sakakibara | 3:58 |
| 2. | I remembers                       | Yui Sakakibara | 6:22 |
| 3. | Happy⇔Lucky X’mas♪ (Instrumental) | Yui Sakakibara | 3:57 |
| 4. | I remembers (Instrumental)        | Yui Sakakibara | 6:20 |